# Pierre-Antoine Bounder

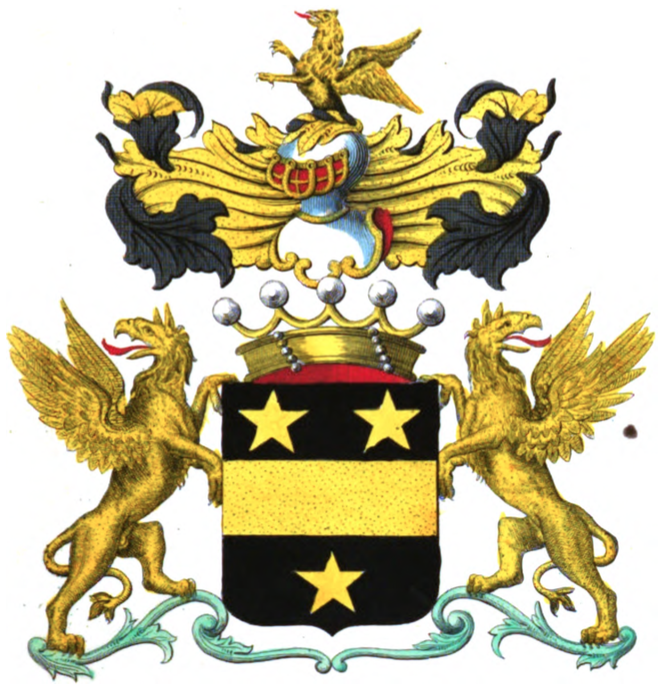
Wapen van de familie Bounder

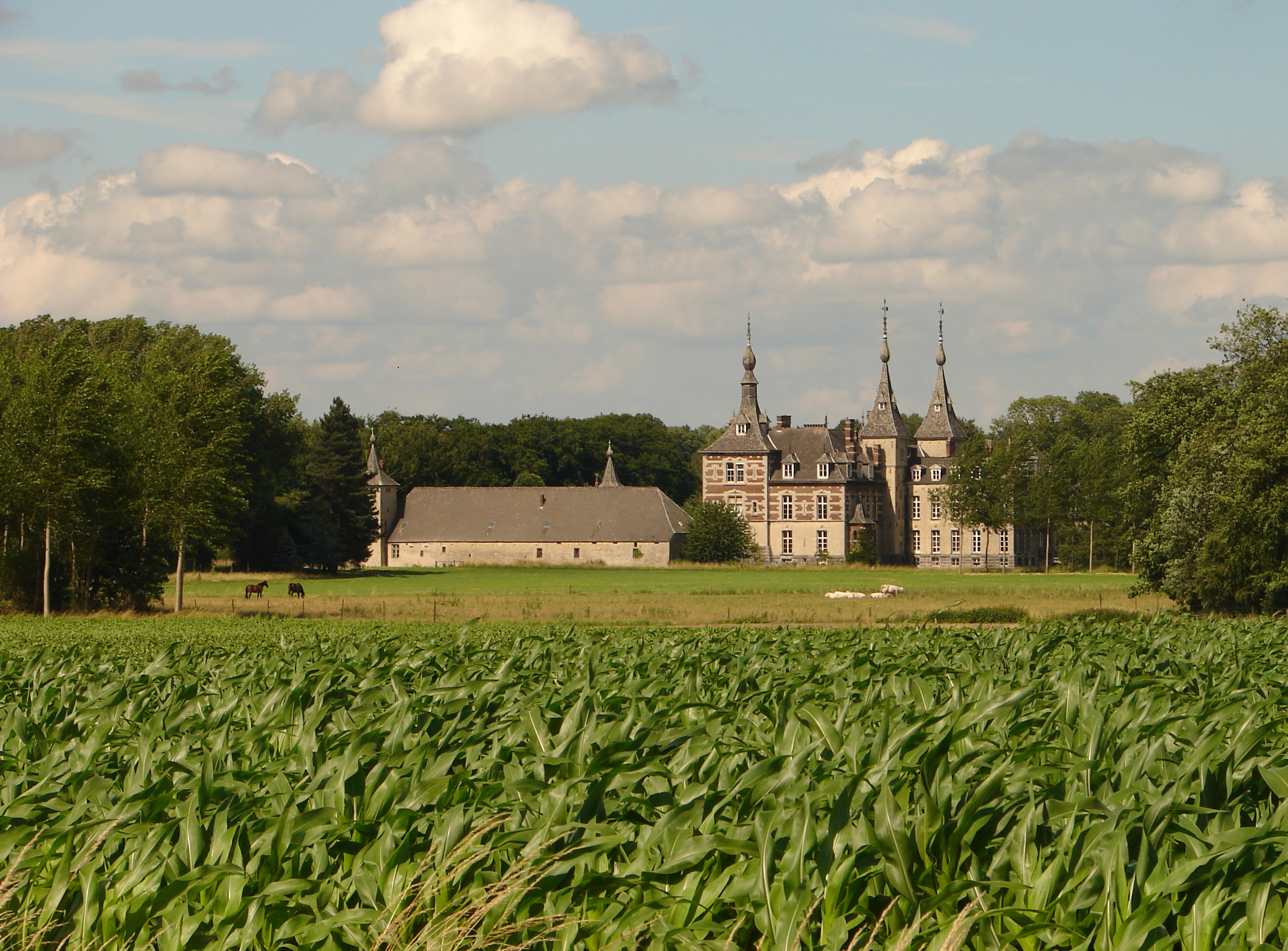
Kasteel de Ribaucourt, eigendom van Bounder (1809-1833)

Pierre-Antoine Siméon Bounder (Dôle, 18 februari 1775 - Brussel, 8 juli 1834) was een Zuid-Nederlands edelman van Franse afkomst.

## Levensloop
Bounder was een zoon van de militaire ingenieur Antoine Bounder en van Françoise Labet. Hij trad zelf in het Franse leger.
In 1805 trouwde hij met Marie-Jacqueline Van Heurck (1779-1827). Hij was onder het Franse keizerrijk militair bevelhebber voor het departement van de Dijle en maire van Perk. In 1809 kocht hij het grote kasteel en domein van Perk (dat hij in 1833 weer verkocht aan de familie Christyn de Ribaucourt). Het ene en het andere bracht mee dat hij in 1815 de naturalisatie aanvroeg en verkreeg in het Verenigd Koninkrijk der Nederlanden.
In 1821 werd hij opgenomen in de erfelijke adel en benoemd in de Ridderschap voor Zuid-Brabant. Hij werd tevens lid van de Provinciale Staten van Zuid-Brabant.
Het echtpaar kreeg drie dochters en een zoon:
- Eulalie Bounder (° 1801), die trouwde met Louis van Hoobrouck (1799-1877).
- Jeanne Bounder (1802-1863), trouwde met Albert van Hoobrouck (1794-1871), zoon van Eugène van Hoobrouck, lid van het Nationaal Congres.
- Rose Bounder (1804-1880), trouwde met Frédéric van der Noot (1801-1883), burgemeester van Aalst.
- Ferdinand Bounder (1806-1893), trouwde met Marie de Jonghe (1805-1845). Ze hadden vijf kinderen, onder wie
  - Théodore Bounder (1832-1909), die buitengewoon en gevolmachtigd Belgisch minister werd. In 1897 kreeg hij vergunning aan zijn naam 'de Melsbrouck' toe te voegen en in 1898 werd hem de titel baron verleend. Hij bleef vrijgezel.

Van de vijf kinderen Bounder was er geen enkele afstammeling en de familie doofde uit bij de dood van Théodore en verdween volledig toen de zus van Théodore, Louise Bounder (1836-1927), als laatste naamdrager overleed.